# Перша тернопільська гімназія
Перша тернопільська гімназія (домініканська гімназія) — колишній середній навчальний заклад у місті Тернополі. За час існування кілька разів змінювала назву та мову навчання.
Будівля навчального закладу знаходилась на місці, де в 1995 році встановили пам'ятник Іванові Франку (вулиця Гетьмана Сагайдачного).

## Історія
Перша тернопільська гімназія, яку відкрили отці-єзуїти 4 листопада 1820 року, містилась у дерев'яному будинку, неподалік згодом побудованої міської каси ощадності (сучасний Майдан Волі). Мовою викладання була німецька, поряд з нею — латина.
У вересні 1821 року гімназія зайняла партер південного крила монастиря костелу. Невдовзі, через великий наплив учнів, орендовано дім Спочинського, що стояв навпроти замку.
Наріжний камінь під будову першої вищої гімназії у Тернополі заклали 21 червня 1825 року. Вже у 1826 році гімназія мала власне нове приміщення. В честь гімназії вулицю невдовзі почали називати Гімназіальною.
У 1848 році Тернопільську гімназію єзуїтів влада Австрійської імперії закрила невдовзі після Весни народів. почалася нова, світська історія гімназії. Це була восьмикласна школа з німецькою мовою навчання.
З 1849 року при гімназії діяв драматичний гурток.

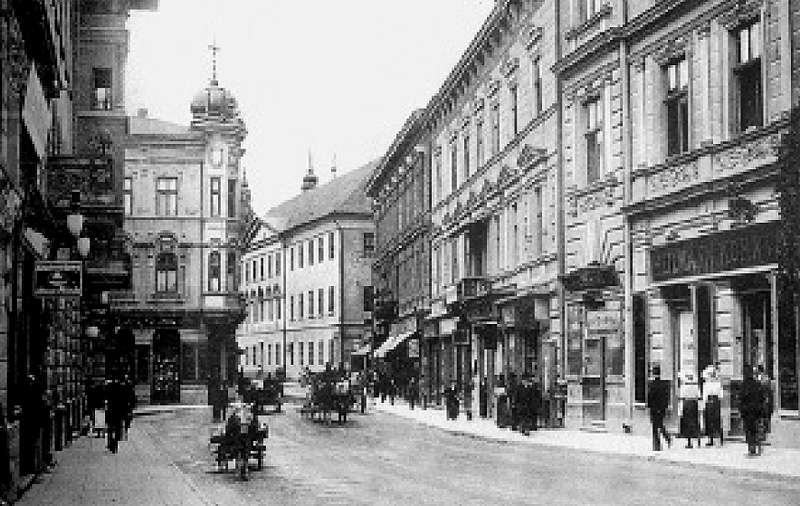
Гімназія на дальному плані вулиці (поч. XX ст.)

Іван Пулюй разом з братами Олександром та Володимиром Барвінськими під час навчання стали співзасновниками та активними діячами таємного товариства української молоді «Громада».
Львівський унійний митрополит Михайло (Левицький) добився появи 31 липня 1851 року цісарського вердикту, на основі якого у державних гімназіях у Львові, Самборі, Перемишлі, Станіславові, Тернополі і Бережанах ввели викладання релігії українською мовою.
З 1867 року, після надання Галичині автономії, крайова шкільна рада починає послідовно полонізувати шкільництво у Галичині, вводиться польська мова навчання. У 1884 році гімназія стала називатись вищою.
У 1898 році при вищій класичній гімназії відкриваються українські класи Франца-Йосифа I. Згодом виділилась гімназія з українською мовою навчання, знана ще як четверта.
Після окупації Польщею ЗУНР викладовою мовою надалі була польська. Принаймні з 1925 року називалась Державна гімназія № 1 імені Вінцента Поля, який навчався в Тернопільській гімназії єзуїтів.
В 1937/1938 навчальному році за програмою для гімназій класичного типу, заняття проводилися тільки у восьмому класі, а в 1-4 класах — за програмою гімназій нового типу. Тоді ж відкрився перший клас дворічного загальноосвітнього класичного ліцею. 
1 вересня 1939 року у старе шкільне приміщення замість учнів увійшли мобілізовані вояки запасу: почалась Друга світова війна. Під час нацистської окупації тут діяв військовий шпиталь для німецьких солдатів.
З приходом більшовиків гімназії ліквідували. Будинок першої гімназії зруйнований під час боїв у 1944 році. На цьому місці тепер площа, на якій споруджено пам'ятник Іванові Франку.

## Відомі люди

### Очільники
- Євстахій Прокопчиць (1850—1856)
- Василь Ільницький (від 1861)
- Леон Селецький (1869—1885)
- Фелікс Погорецький (заступник директора, 1885—1886)
- Северин Дністрянський[12][13] (1886—1889)
- Антоній Косіба[14] (провізоричний директор, 1889—1890)
- Маврицій Мацішевський (1890—1913)[15]
- Войцех Кахель (керівник у часі відпустки Мацішевського 1913—1914)
- Юзеф Курч (у перші повоєнні роки[16])
- Домінік Питель (1933/1933)

### Викладачі
- Теодор Білоус (1827—1892) — український громадський і культурно-освітній діяч, педагог, літератор, видавець. Посол Галицького сейму.[17][18]
- Петро Головацький (1821—1853) — український журналіст, перекладач, педагог, громадсько-освітній діяч. Брат Якова Головацького.[19]
- Віктор Загайкевич — доктор філософії, навчав німецької мови, географії, історії.[20] який працював, зокрема, учителем (професор) Першої тернопільської гімназії[21]
- Маркел Попель — москвофіл, греко-католицький священик, політемігрант до Російської імперії, згодом єпископ Полоцький і Вітебський Російської православної церкви (безпатріаршої),[22] один із діяльних ліквідаторів Холмської греко-католицької єпархії.
- Лев Рудницький — діяч товариства «Просвіта», батько Стефана, Юрія (відомий як Юліан Опільський, Лева Рудницьких, Софія Дністрянської.[23]
- Франтішек Адолф (1835—1900) — педагог чеського походження, працював у Галичині.[24]
- Йозеф Горжіца (Горітца) (1829—1897) — педагог і музикант[25] чеського походження.

### Учні, випускники
- Соломія Крушельницька, Степан-Максим Балей[26], Кипріан Білинський,[27] Осип Білинський,[28] Мирон Вітошинський,[29] Теодосій Тит Галущинський, Володимир Ганкевич, Лука Гарматій,[30] Голубович Сидір (Ісидор),[31] Іван Горбачевський, Володимир Загайкевич,[32] Орест Зарицький, Мирон Кордуба,[33][34] ЯрославКурдидик,[35] Левицький Анатоль,[36] Юліан-Сергій Левицький,[37] Антін Лукіянович,[38] Дмитро Макогон, Микола Маринович,[39] Євген Олесницький[40] Стефан Танчаковський,[41] Микола Темницький,[42] Остап Юрчинський,[43] Александер Брюкнер, Леон Пінінський, Мар'ян Райтер,[44] Вавжинець Тессейр,[45] Людвік Фінкель, Кароль Ратгауз[46]